# 瓦加什胡陶
瓦加什胡陶，是匈牙利包尔绍德-奥包乌伊-曾普伦州所辖的一个村。总面积2.00平方公里，总人口89，人口密度44.5人/平方公里（2011年1月1日）。